# Hypericum chamaemyrtus
Hypericum chamaemyrtus är en johannesörtsväxtart. Hypericum chamaemyrtus ingår i släktet johannesörter, och familjen johannesörtsväxter.

## Underarter
Arten delas in i följande underarter:
- H. c. chamaemyrtus
- H. c. pseudocaracasanum